# Cratichneumon unificatus
Cratichneumon unificatus là một loài tò vò trong họ Ichneumonidae.